# Albuca amoena
Espèce
Synonymes
- Battandiera amoena (Batt.) Maire, 1926[2]
- Ornithogalum amoenum Batt., 1919 (basionyme)[3],[2]

Albuca amoena est une espèce de plantes à fleur monocotylédones de la famille des Asparagaceae et du genre Albuca. Cette plante bulbeuse particulièrement toxique, caractérisée par ses fleurs blanches veinées de vert, est endémique du nord-ouest du Sahara, au Maroc et en Algérie.

## Taxonomie

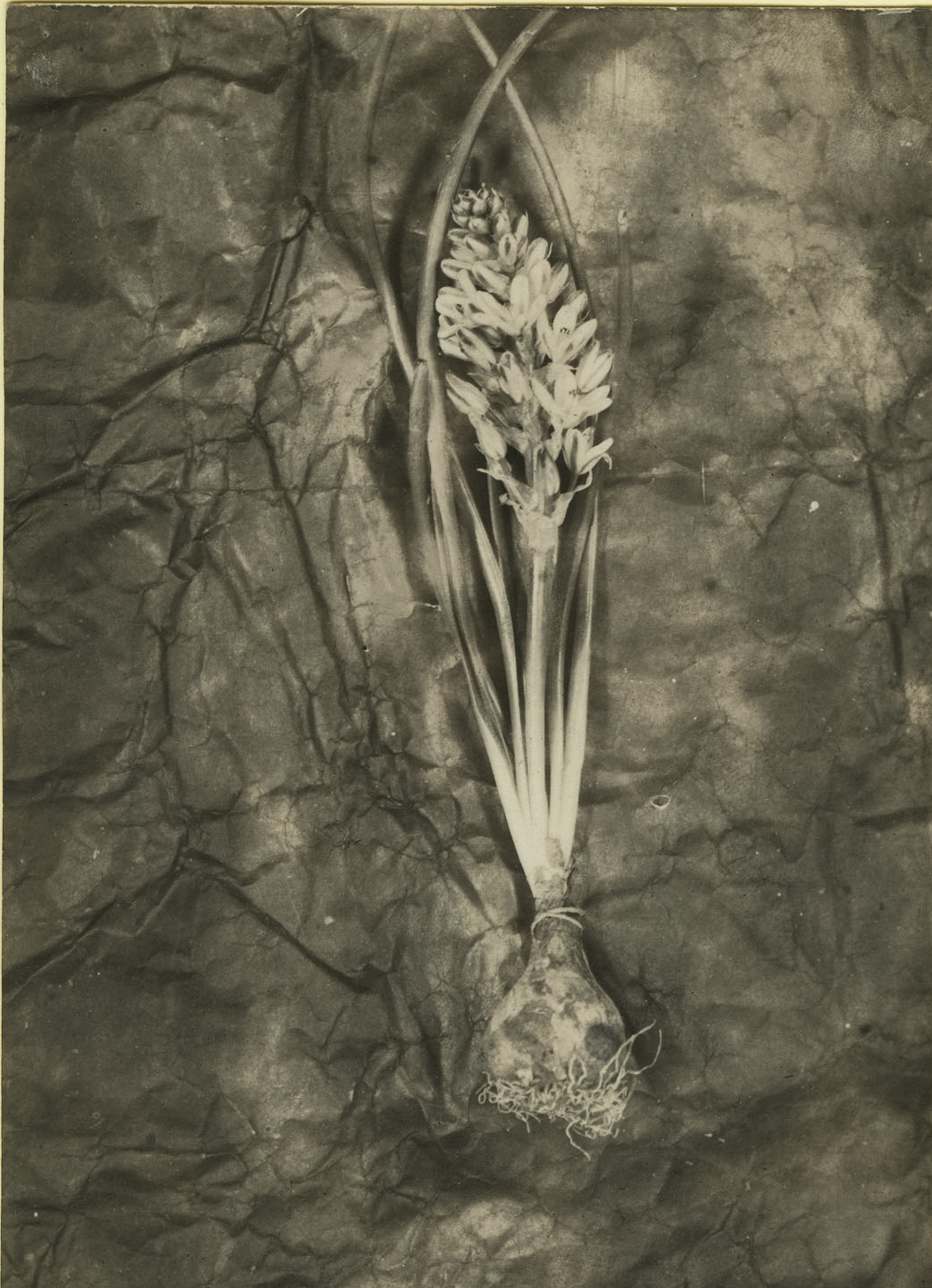
Spécimen type de Battandiera amoenum récolté par René Maire en 1926.

Cette espèce est décrite pour la première fois sous le nom Ornithogalum amoenum par le botaniste français Jules-Aimé Battandier en 1919 à partir de spécimens récoltés dans la région algérienne des Beni Abbès. Elle est ensuite placée dans le genre Battandiera par le botaniste français René Maire en 1926. Cependant, les études phylogénétiques des années 2000 démontrent sa proximité avec le genre Albuca. 
Son épithète spécifique, amoena, provient du latin ămōenus (« agréable », « charmant »).
L'espèce est nommée en arabe sur l'ensemble de son aire de répartition بصيل الذيب, Bçal eddib (« oignon de chacal »), également orthographié sous les translittérations Bsal eddib ou encore Bsal ed-dib, ces noms étant partagés avec la Scille maritime,, tout comme Feraoun en Algérie. Dans ce pays, les feuilles sont également nommées Aliilt. Au Maroc, la plante est aussi appelée Tourjouriel.

## Description
Albuca amoena est une plante dont le bulbe volumineux est couvert de plusieurs tuniques brunes, d'où émergent 3 à 5 longues feuilles linéaires aux bords incurvés en gouttière et une hampe florale plus ou moins courte de 10 à 30 cm,. 
Une vingtaine de fleurs sont réunies au sommet en une grappe courte et peu dense. Elles sont composées à la base de grandes bractées mesurant de 2 à 3 cm de long et de 6 tépales libres, blancs veinés de vert de 2 cm de long et disposés en étoile. Le centre de la fleur est occupé par 6 étamines à filet entièrement aplati et à anthères jaune clair entourant un style vert jaunâtre,. 
Le fruit est une capsule trilobée, dont les graines noires, lisses, ovales, très aplaties et ailées sont empilées dans les capsules comme une pile d'assiettes,.

Albuca amoena
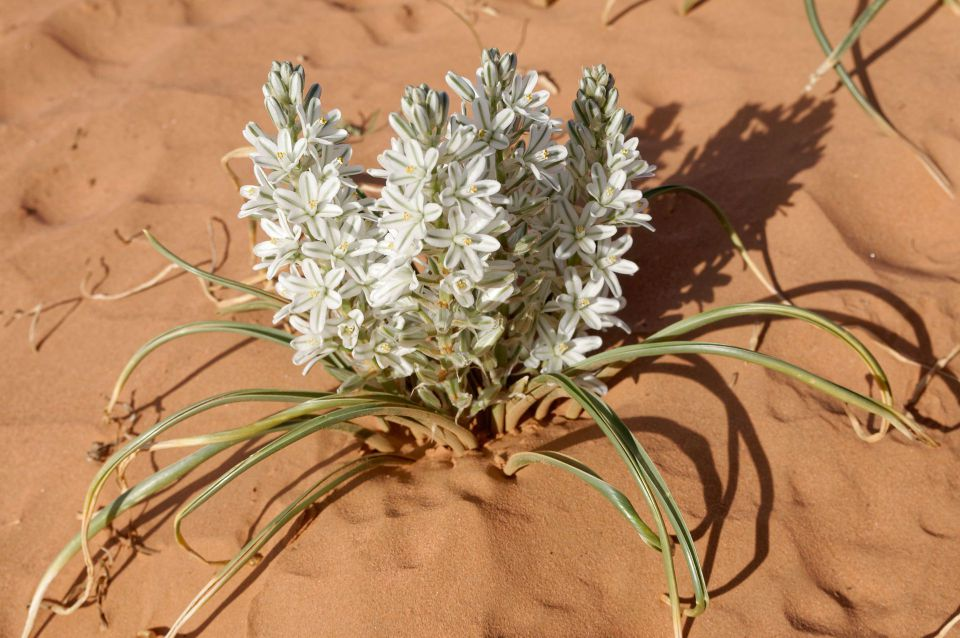
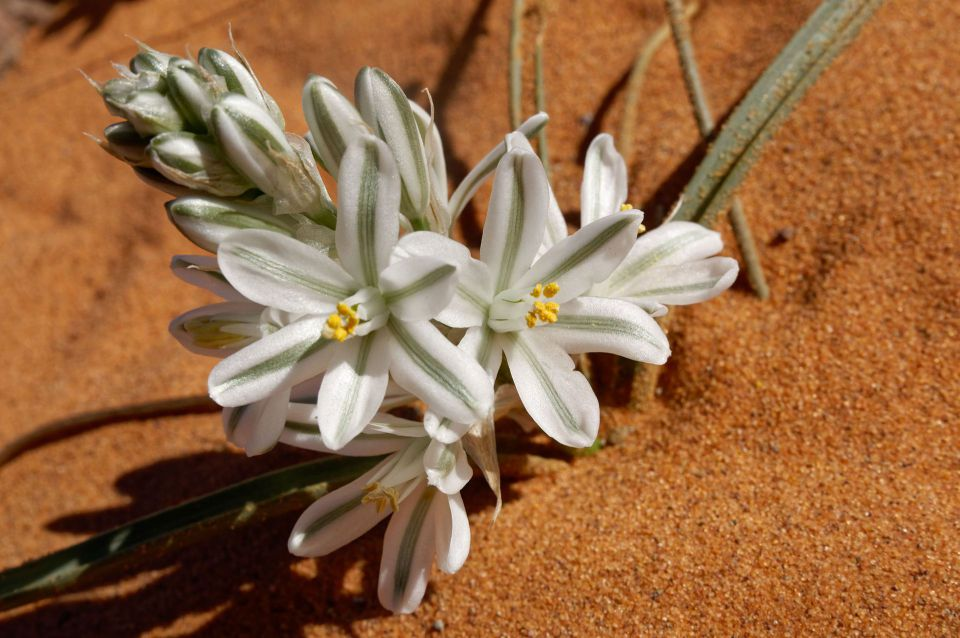
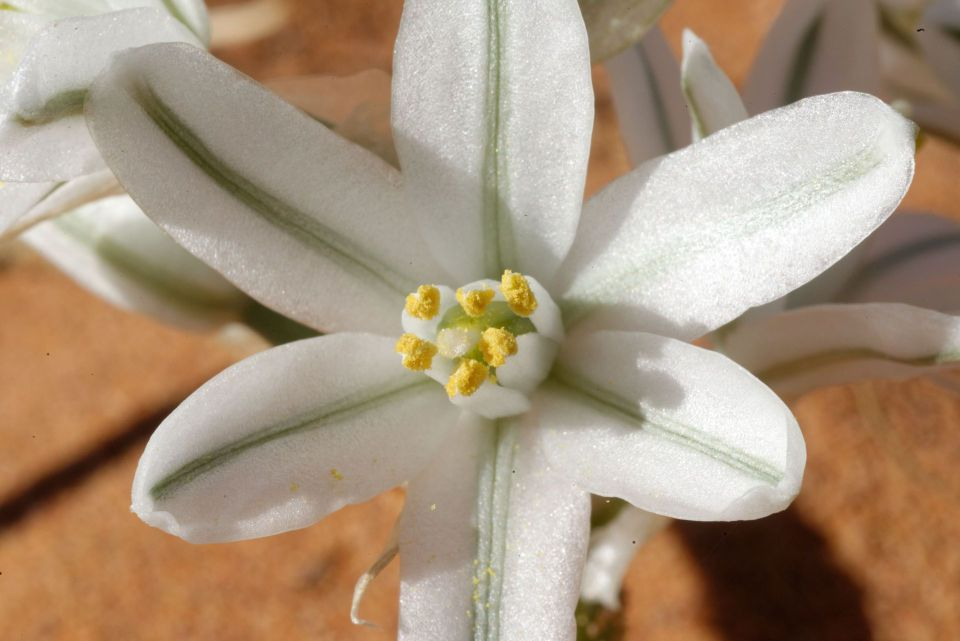
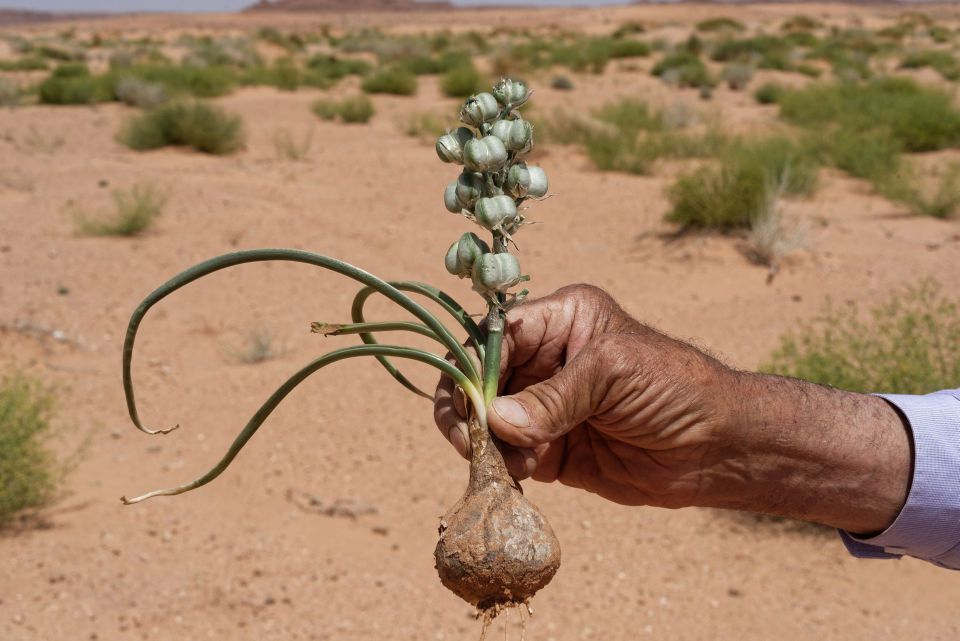
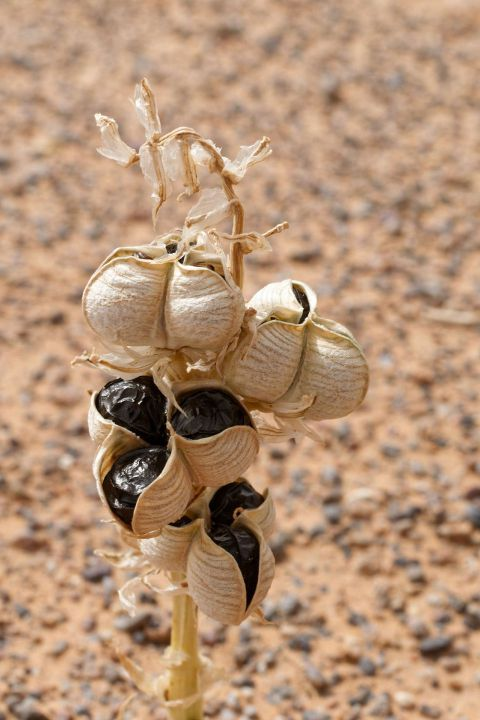
Fruits mûrs.

## Écologie et répartition

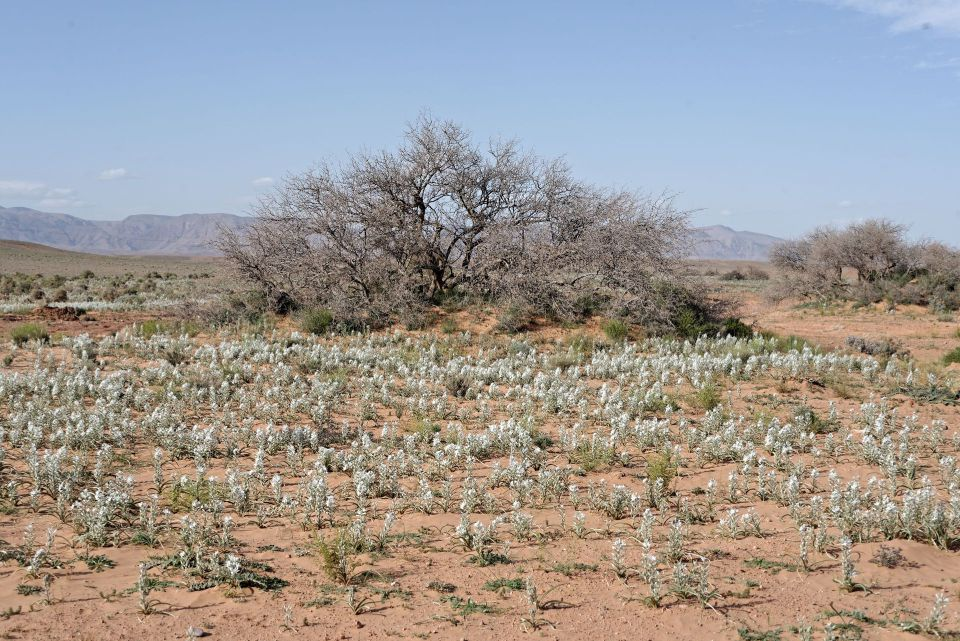
Albuca amoena (Maroc, Boudnib).

Albuca amoena pousse dans les pâturages désertiques où elle forme des tapis sur les sols sablonneux. Elle fleurit abondamment les années humides en février-mars et se retrouve en compagnie d'Androcymbium gramineum et d'Asphodèles comme Asphodelus tenuifolius et Asphodelus refractus,. 
Albuca amoena est une espèce endémique du nord-ouest du Sahara, c'est-à-dire de l'ouest de l'Algérie dans le Sahara oranais notamment Zousfana, Saoura, Oued Guir et Abadla ainsi que de l'est du Maroc adjacent.
Au Maroc, l'espèce est classée dans la catégorie quasi menacée (NT) et est considérée comme « non ou peu affectée par la dégradation anthropo-zoogène », c'est-à-dire par l'Homme et ses animaux domestiques.

## Toxicité

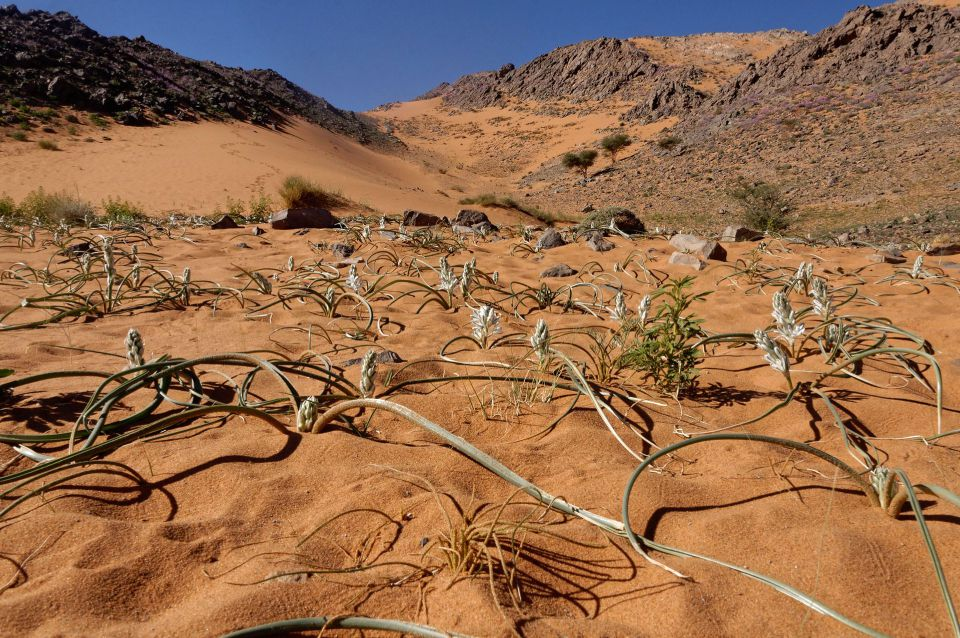
Albuca amoena (Maroc, Jdayed-Ouzina).

Le bulbe est toxique pour l'humain et les mammifères domestiques, ce fait étant connu de la population locale. Les feuilles fraîches semblent ne pas être toxiques alors que les sèches le sont. Même si l'intoxication humaine reste rare, elle est signalée dans des cas de suicides et d'homicides.
Les cas les plus courants d'intoxication concernent le dromadaire qui sait différencier la plante dans une pâture connue mais qui peut la consommer lors d'un parcours inhabituel, pressé par son éleveur, en l'avalant rapidement sans la trier.
La littérature médicale rapporte qu'en 1921, la compagnie disciplinaire de l'armée française stationnée à Béchar en Algérie enregistre un taux d'hospitalisation anormal avec douze malades admis pour faiblesse générale, amaigrissement considérable, diarrhée et entérite chroniques. Sept décès sont enregistrés. L’enquête révèle que, pour se faire hospitaliser afin d'échapper au régime disciplinaire, plusieurs individus ont absorbé des bulbes crus d'Albuca amoena. L'autopsie conclut à des hémorragies gastro-intestinales, des lésions congestives de tous les organes thoraciques et abdominaux.

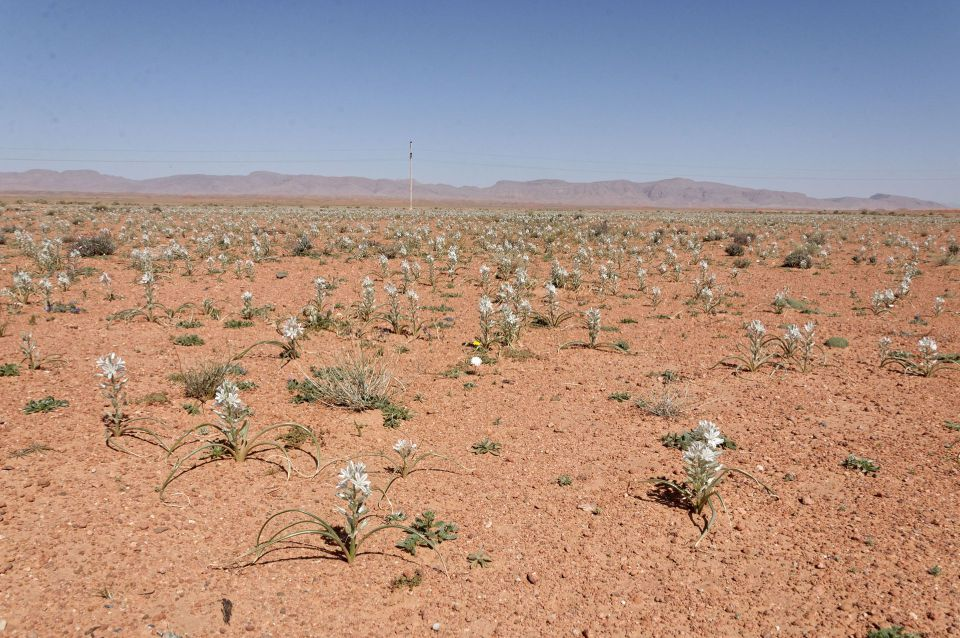
Albuca amoena (Maroc, Boudnib).

La toxicité d'Albuca amoena est confirmée par l'expérimentation animale. L'administration deux fois par jour de 50 g de bulbes frais à des chiens de 4 kg cause leur mort en 5 à 6 jours. L'autopsie montre des symptômes similaires à ceux observés chez les humains : lésions de gastro-entérite aiguë, avec congestion violente du foie et des reins. Serait en cause un alcaloïde proche de la colchicine. Le bulbe est composé d'alcaloïdes et d'autres matières azotées (2,7 %), d'amidon en grande quantité, près de 10 %, et de mucilages (2 %).

## Usages en médecine traditionnelle
En phytothérapie traditionnelle, au sud-est du Maroc, à Tafilalet, le bulbe est utilisé en application externe sous sa forme brute pour lutter contre les morsures de serpents et les piqûres de scorpions, ainsi que la leishmaniose.